# Russische Befreiungsarmee
Die Russische Befreiungsarmee (russisch Русская освободительная армия – РОА Russkaja oswoboditelnaja armija – ROA), nach ihrem Kommandeur auch Wlassow-Armee genannt, war ein russischer Kampfverband, der auf der deutschen Seite am Zweiten Weltkrieg teilnahm.
Bereits ab 1942 waren einzelne Bataillone russischer Freiwilliger aufgestellt worden, die schon ab Frühjahr 1943 unter dem Namen Russische Befreiungsarmee in der Wehrmacht dienten, aber keinen Großverband bilden durften, weil Adolf Hitler das verboten hatte.
Angehörige nichtrussischer Völker der Sowjetunion waren schon ab 1941 in den Ostlegionen organisiert worden.
Die ROA wurde von dem früheren Generalleutnant der Roten Armee Andrei Wlassow organisiert, der alle Russen im Kampf gegen die Sowjetunion vereinen wollte. Unter den Truppen waren Kriegsgefangene, Zwangsarbeiter und russische Emigranten.
Hitler hatte nie die Absicht, ein befreites Russland zu akzeptieren, ermöglichte aber wegen des Kriegsverlaufs die Bildung der Wlassow-Armee mit mehreren Divisionen Ende 1944. Die ROA erhielt den Status der Armee eines verbündeten Staates und war der Wehrmacht operativ unterstellt.

## Geschichte

### Ursprung NS-Propaganda
Der Ursprung der russischen Befreiungsarmee lag in den Propaganda-Aktivitäten des Dritten Reiches. Maßgebliche Stellen waren das Ministerium für Volksaufklärung und Propaganda (kurz Propagandaministerium), das Reichsministerium für die besetzten Ostgebiete (kurz Ostministerium) und das Oberkommando der Wehrmacht (OKW). Die deutsche Propaganda gegen die Sowjetunion war auf russische Antibolschewisten mit Kontakten zur Emigration angewiesen. Anfänglich arbeiteten deshalb russische Emigranten aus dem zaristischen Russland für die deutsche Propaganda. Nach Kriegsbeginn kamen Kriegsgefangene und Überläufer dazu. Diese Maßnahmen mündete in die Aufstellung erster russischer Einheiten für den Geheimdienst der Wehrmacht, die Abwehr und in die Auswahl Gefangener für die Kolonisation des Ostens durch das Ostministerium.

#### Propagandaministerium
Im Auftrag von Propagandaminister Joseph Goebbels führte Eberhard Taubert den Propagandakrieg gegen die von Hitler deklarierten Hauptfeinde Judentum und Bolschewismus. Der Jurist Taubert bekämpfte als Abteilungsleiter Innenpolitik im Propagandaministerium bolschewistische und jüdische Weltanschauungen mit Antikommunismus und Antisemitismus. Das brachte ihm den Spitznamen „Dr. Anti“ ein. Zu den engsten Mitarbeitern von Taubert gehörten Melitta Wiedemann, vormals Sekretärin von Goebbels, Peter Wiebe, Geschäftsführer des Verbandes der Deutschen aus Russland und die Propagandisten Alfred Gielen und Heinrich Kurtz.
Mit Kriegsbeginn 1941 hatte Taubert mit Hilfe von Heinrich Kurtz die als Verlag getarnte geheime Dienststelle „Vineta“ in Berlin etabliert, die für die Aktivpropaganda (Desinformation und Zersetzung) gegen die Sowjetunion zuständig war und Rundfunksendungen in Ostsprachen ausstrahlte. Taubert gab außerdem die Richtlinien der Propaganda für den Ostfeldzug heraus, die mit dem neuen Reichsministerium für die besetztes Ostgebiete (RmfdbO, kurz Ostministerium) unter Alfred Rosenberg und Georg Leibbrandt abzustimmen waren.

#### Ostministerium
Etwas positiver gegenüber den Russen war die Propaganda durch das Außenpolitischen Amt der NSDAP (ApA) unter Alfred Rosenberg. Der Leiter der Ostabteilung des ApA, Georg Leibbrandt, nutzte zur Beeinflussung der Exilrussen die russischsprachige Zeitung „Nowoje Slowo“ („Das Neue Wort“). Ursprünglich war die Zeitung eine Angelegenheit von Adolf Ehrt von Tauberts Antikomintern, die jedoch ab 1936 nicht mehr die Geldmittel dafür aufbringen konnte. Danach übernahm Georg Leibbrandt die Finanzierung.
Ferner war der „Verband der Deutschen aus Russland e. V. (VDR)“ für Leibbrandt aktiv, der die Russlanddeutschen als ein wertvolles Element zur Kolonisierung des Ostens brauchte. Zu Leibbrandts wichtigen Bezugspersonen gehörten Wladimir Despotuli und Viktor Larionow, die beide Redakteure der Nowoje Slowo waren. Nach Kriegsbeginn wurde aus dem ApA das Ostministerium. Despotuli brachte seinen Vertrauten Konstantin Kromiadi im August 1941 in einer Kommission unter, die für das Ostministerium in den Kriegsgefangenenlagern Freiwillige herauspickte, die für das Ostministerium brauchbar waren. Führende Protagonisten dieser Entwicklung im Ostministerium waren die Abteilungsleiter Otto Bräutigam, Gerhard von Mende und Rudolf von Knüpffer.
Der Bedarf an Propagandisten war groß. Der Chef der Sicherheitspolizei und des SD verfügte am 27. August 1941, dass für das Reichsministerium für die besetzten Ostgebiete nach Kriegsgefangenen Ausschau zu halten wäre, die zur antisowjetischen Agitation in den Lagern geeignet schienen. Am 2. Oktober 1941 meldete das Reichsministerium für Volksaufklärung und Propaganda, der Bedarf an Gefangenen für die für die propagandistische Bearbeitung sei gedeckt. Ende 1941 wurden die Kommissionen des Ostministeriums wieder aufgelöst.

#### Oberkommando der Wehrmacht
Schließlich ist die dem Oberkommando der Wehrmacht (OKW) unterstellte Amtsgruppe Wehrmacht Propaganda (WPr) von Bedeutung, die mit dem Geheimdienst von Wilhelm Canaris im OKW kooperierte. Für die Gruppe WPr IV (Aktivpropaganda) im OKW war Oberst Hans-Leo Martin zuständig. Er war zugleich Verbindungsoffizier des Oberkommandos der Wehrmacht zum Propagandaministerium und sprach beinahe täglich mit Goebbels und Eberhard Taubert, sodass die Leitlinien von Goebbels unmittelbar in die Propaganda-Arbeit einfließen konnten. Später übernahm der Chef von WPr, Hasso von Wedel, selbst diese Arbeit. Die Abteilung IV C von WPr (Auslandspropaganda) leiteten der baltendeutsche Hauptmann Nikolaus von Grote und sein Vertreter Oberleutnant Eugen Dürksen, ein Mennonit aus Südrussland. Beide hielten die Kontakte zum Ostministerium. Etliche russische Propagandisten verstärkten das Team. Die wichtigsten waren Alexander Kasanzew, Georgi Schilenkow und Miletij Sykow.
Die Propaganda-Abteilung der Wehrmacht galt als „Herz und Seele der Befreiungsbewegung der Völker Russlands“. Neben der Herausgabe russischer Zeitungen forderte die Aktivpropaganda mit großem Erfolg russische Soldaten zum Überlaufen auf, die dann allerdings in den Gefangenenlagern miserabel behandelt, teils ermordet oder dem Hungertod ausgesetzt wurden.

### Erste russische Einheiten der Wehrmacht
Zu den ersten russischen Einheiten der Wehrmacht gehörten Exilrussen und Freiwillige unter Boris Smyslowsky (Deckname „Arthur Holmston“ bzw. „von Regenau“), der Agentenschulen im Auftrag der Abwehr und dann Partisanenabwehr und Frontaufklärung für die Abwehr I unter Hermann Baun betrieb. Ab 1942 nannte sich die Einheit von Smyslovsky „Sonderstab R“.
Die Keimzelle der späteren Russischen Befreiungsarmee (ROA) hingegen war eine andere Sondereinheit der militärischen Abwehr der Wehrmacht, die im März 1942 aus den Kreisen russischer Emigranten unter Sergei Iwanow, Igor Sacharow und Konstantin Kromiadi gebildet wurde. Auch diese Gruppe hatte ihren Ursprung in der Abwehr unter Wilhelm Canaris.
Feldmarschall Günther von Kluge, Oberbefehlshaber der Heeresgruppe Mitte, hatte seinem Ia-Offizier Henning von Tresckow die Bildung dieser russischen Sondereinheit genehmigt. Tresckow war ein starker Förderer russischer Verbände und hatte schon 1941 die Aufstellung einer Russischen Freiwilligenarmee konzipiert. Mit Canaris und Tresckow waren somit zwei der bedeutendsten Angehörigen des militärischen Widerstands gegen Hitler an der Gründung des Verbandes beteiligt.
Die Russen gehörten zum Abwehrkommando 203 der Heeresgruppe Mitte und waren als „Sonderverband Graukopf“ bzw. „Versuchsverband Mitte“ bekannt. Die Russen selbst nannten sich Russische Nationale Volksarmee (Russkaja Nationalnaja Narodnaja Armija, RNNA). Die militärische Abwehr II, zu der das Abwehrkommando 203 gehörte, hatte die Aufgabe der Sabotage und Zersetzung und diesem Zweck diente ursprünglich auch der Versuchsverband. Seine Hauptwaffe war im Sinne der Propaganda das Wort. Als Teil des Geheimdienstes führten die russischen Angehörigen Decknamen. „Graukopf“ war der Deckname des Gründers Sergei Iwanow, der auch die politische Verantwortung trug. Sacharow, war Iwanows Adjutant mit Decknamen „Lewin“, Kromiadi war als Oberst militärischer Leiter mit dem Decknamen „Sanin“.
Das 20-köpfige deutsche Verbindungskommando der Einheit gehörte zum Abwehrkommando 203 in Smolensk, geleitet von Werner Götting-Seeburg und dann von Wilhelm Hotzel. Die Einheit unterstand Tresckows Kollegen, dem Ic-Offizier der Heeresgruppe Mitte Rudolf-Christoph von Gersdorff und dessen Abwehroffizier Erich Herrlitz.
Der Verband war im Torfwerk Osintorf bei Osinowka in der Region Witebsk stationiert und wurde als militärischer Verband durch Freiwillige aus den Gefangenenlagern aufgefüllt. Der russisch organisierte Verband wurde propagandistisch mit dem Ziel der Befreiung Russlands vom Joch Stalins motiviert. Zu den Aufgaben der Einheit gehörten aber auch militärische Aktionen, die zur Demoralisierung der Roten Armee beitragen sollten. Die RNNA war erstmals im Mai 1942 in heftige Gefechte mit der Roten Armee verwickelt, als bei Dorogbusch russische Kavallerie erfolgreich bekämpft wurde. Zuletzt war die RNNA jedoch überwiegend gegen Partisanen im Einsatz.
Im Mai 1942 hatten die politischen Leiter Iwanow und Sacharow versucht, den gefangenen russischen Generalleutnant Michail Lukin für die Sache der Russischen Befreiungsbewegung zu gewinnen. Dieser lehnte jedoch ab. Erfolgreicher waren die Deutschen dann bei einem anderen russischen General.

### Wlassow als Propaganda-Waffe
Der Generalleutnant Andrej Wlassow war am 12. Juli 1942 bei Leningrad in deutsche Gefangenschaft geraten. Im Verhör durch den Chefdolmetscher Wilfried Strik-Strikfeldt von Fremde Heere Ost unter Reinhard Gehlen und mit Unterstützung von Eugen Dürksen von WPr IV gelang es den Deutschen, den in Russland als Verteidiger Moskaus populären Armeeführer für die deutsche Propaganda zu gewinnen. Wlassow erklärte sich bereit, mit den Deutschen zu kooperieren. Mit Wlassow erhielt die Ostpropaganda beim OKW der Wehrmacht eine politische Dimension, denn Wlassow wurde dazu benutzt, sowjetische Soldaten zum Widerstand gegen Stalins Herrschaft aufzurufen. Das Ganze nannte sich „Wlassow-Aktion“.
Die Wlassow-Aktion der Wehrmacht wurde permanent mit Eberhard Taubert und mit dem für die Politik verantwortlichen Ostministerium abgestimmt. Aufgrund der politischen Brisanz bildete sich um Wlassow ein Netzwerk von Bewachern der deutschen Sicherheitsorgane, russischer Getreuer Wlassows und deutscher Propaganda-Spezialisten. Diese Gruppe wurde im November 1942 in einem Barackenlager in Dabendorf bei Berlin untergebracht und nannte sich Ostpropaganda-Abteilung z.b.V. und wurde von der Wehrmacht-Propaganda gesteuert. Die Gruppe war von Baltendeutschen und Russlanddeutschen dominiert und hatte schließlich etwa 1200 russische Zuarbeiter.
Wlassow gelang es im Dezember 1942 bei der Heeresgruppe Mitte mit einem Aufruf zum Kampf gegen den Bolschewismus (Smolensker Manifest) beim sogenannten Smolensker Komitee eine Gruppe russischer Offiziere zur Zusammenarbeit zu gewinnen. Eine Flugblattaktion mit dem Smolensker Aufruf im Januar 1943 war trotz Stalingrad so erfolgreich, dass Wlassow im März 1943 der neuen Ostpropaganda-Abteilung in Dabendorf zugewiesen wurde.
Wlassow setzte sich so an die Spitze der Befreiungsbewegung, die auch die Bildung einer Armee umfassen sollte. Damit hatte die RNNA ausgedient, denn Wlassow versprach den Deutschen größere Wirkung als die RNNA, die schließlich aufgelöst wurde und als Freiwilligenregiment 700 im Westen zum Einsatz kam.

### Erste Verbände der Russischen Befreiungsarmee ROA
Ab März 1943 tauchten dann erstmals die Abzeichen der Russischen Befreiungsarmee (Russkaja Oswobolditeljnaja Armija, ROA) an den Uniformen der 1. Russischen Nationalbrigade in Weißrussland auf, die ausgerechnet auf Wunsch des Auslandsgeheimdienstes der SS im Reichssicherheitshauptamt (RSHA) von der vormaligen Führung der RNNA unter Iwanow, Sacharow und Kromiadi gebildet wurde. Die Einheit war eine Gründung des Unternehmen Zeppelin des SD und diente ebenso wie zuvor die RNNA dem subversiven Kampf gegen Russland. Allerdings musste wegen der verwendeten russischen Fahne Weiß-Blau-Rot das Abzeichen noch geändert und durch das Andreaskreuz ersetzt werden. Das Emblem wurde dann sukzessive auch bei den übrigen russischen Einheiten der Wehrmacht eingeführt.
Die 1. Russischen Nationalbrigade wurde im Frühsommer umgetauft und erhielt nun die Bezeichnung Erstes Gardebataillon der ROA. Am 22. Juni 1943 hielten Angehörige dieser Einheit in Pleskau eine vielbeachtete Parade mit diesem neuen Verbandsabzeichen ab. Die Einheit gehörte zwar zur Wlassow-Armee, diente jedoch in Pleskau zur Bewachung der dortigen Einrichtung des Unternehmens Zeppelin des SD.
Nachdem Hitler größere Einheiten der ROA über Bataillonsstärke nicht duldete, gelangten unter dem damaligen General der Osttruppen Heinz Hellmich nur verstreute Bataillone zum Einsatz. Wlassow besuchte diese Verbände der ROA. Die meisten dieser Einheiten waren nicht an der Ostfront, sondern in anderen von Deutschland besetzten Gebieten stationiert oder leisteten Hilfsdienste. Ab Januar 1944 gehörten diese Truppen dann zum neu geschaffenen General der Freiwilligenverbände im Oberkommando des Heeres (OKH), Ernst-August Köstring, dem alle Ostfreiwilligen der Wehrmacht zugeordnet waren. General der Kavallerie Ernst-August Köstring sprach selbst perfekt Russisch und hatte in den 30er Jahren die geheime deutsche Militärausbildung in Russland geleitet. Danach war er bis Kriegsbeginn Militärattaché in Moskau. Allerdings hatte er operativ keinen Einfluss auf die russischen Einheiten, weil sie den jeweiligen lokalen Befehlshabern unterstellt waren. Köstring konnte nur administrativ unterstützen.
Bis in das Jahr 1943 hinein hielt sich, trotz einiger Fürsprecher in hohen Positionen der Wehrmacht, besonders der Widerstand Adolf Hitlers gegen die Beteiligung des vermeintlich rassisch minderwertigen und feindlich gesinnten Volkes am Krieg gegen die UdSSR. Die Versuche von WPr und von Wehrmachtsangehörigen wie Oberst Claus Schenk Graf von Stauffenberg oder Henning von Tresckow der Bewegung von Wlassow mehr Macht zu verleihen, scheiterten daher.

### Wlassow und die SS
Angesichts der drohenden militärischen Niederlage bildete sich ein Kreis baltendeutscher SD-Offiziere um Erhard Kroeger und Friedrich Buchardt mit einer positiven Einstellung zu Wlassow. Mit Wissen und Duldung des Reichssicherheitshauptamtes und entgegen dem Führerwillen waren sie für einen Ausbau der Wlassow-Bewegung, konnten dies aber aufgrund der ablehnenden Haltung Himmlers und Hitlers vorerst nur inoffiziell betreiben. Schließlich gewann die Gruppe um Kroeger sowohl den SS-Propagandisten Gunter D’Alquen wie auch General Köstring für ihre Absichten, die beide für einen Ausbau der Wlassow-Bewegung auf SS-Chef Heinrich Himmler einwirkten. Mitte 1944 war dieser bereit, sich mit Wlassow zu treffen. Wlassow und sein Adjutant Igor Sacharow sprachen persönlich mit Himmler am 16. September 1944, wobei Kroeger dolmetschte.
Himmler gestattete danach Wlassow die Begründung der Russischen Befreiungsbewegung. Die Abteilung Wehrmacht-Propaganda IV übernahm jetzt D’Alquens Stellvertreter Sturmbannführer Anton Kriegbaum anstelle von Oberst Martin. Außerdem ging die weitere politische Steuerung der Wlassow-Bewegung vom deutschbaltisch dominierten Ostministerium auf die Russische Leitstelle im SS-Hauptamt unter Standartenführer Erhard Kroeger über. Das für den Inlands-SD tätige „Sonderkommando Ost“ unter dem Kroeger-Vertrauten Sturmbannführer Friedrich Buchardt überwachte die Wirkung der neuen Wlassow-Bewegung.
Auch Kroeger und Buchardt zogen viele Deutschbalten in ihre Dienststellen, die in den Einsatzgruppen tätig gewesen waren. Sie waren mit Kriegsverbrechen belastet. Der deutschbaltische Abwehroffizier von Wehrmacht-Propaganda bei Wlassow, Baron Hellmuth von Kleist, nannte sie „einen Haufen (meist Rigaer) nazibegeisterter Jünglinge in SS-Uniform“.
In Prag gründeten Wlassow und SS-Obergruppenführer Werner Lorenz am 14. November 1944 mit dem „Prager Manifest“ schließlich das Komitee zur Befreiung der Völker Russlands (Комите́т освобожде́ния наро́дов Росси́и, KONR), womit die Wlassow-Armee auch eine politische Zielsetzung erhielt, die sogar alle Völker Russlands betraf. Zu diesem Zeitpunkt erschien das bereits als aussichtslos. Himmler versprach bei der Bildung einer KONR-Armee zu helfen. Da die Mehrheit der ROA-Truppen an unterschiedlichen Fronten eingesetzt war, sollte ihre Unterstellung unter die KONR-Armee nur allmählich erfolgen.
Der Reichsführer SS und Oberbefehlshaber des Ersatzheeres, Heinrich Himmler, überzeugte den zunächst zögerlichen Adolf Hitler davon, einen russischen Verband mit zehn Grenadier-Divisionen, einem Panzer-Verband und eigenen Luftstreitkräften zu gründen.
Die Rekrutierung begann im Herbst 1944. Es wurden sowjetische Kriegsgefangene und sogenannte „Hilfswillige“ (HiWi) verschiedener deutscher Militäreinheiten angesprochen. Dabei kamen den Werbern die lebensbedrohlichen Bedingungen in den deutschen Kriegsgefangenenlagern entgegen. Viele russische Gefangene wählten lieber die ROA als das Risiko, in den Lagern an Hunger oder Krankheit zu sterben.
So bekam Wlassow auch die Erlaubnis zur Aufstellung von Divisionen, denn Himmler war auch Befehlshaber des Ersatzheeres. Wlassow wollte aus den bisher verstreuten russischen Bataillonen eine kompakte Armee aufbauen. Sie sollte wie die bisherigen russischen Bataillone militärisch dem deutschen General der Freiwilligenverbände Köstring unterstellt sein. Stabschef bei Köstring war zuletzt Oberstleutnant i. G. Joachim Völkel. Köstrings Adjutant war ein weiterer Russland-Kenner, der vor dem Krieg in Moskau stationierte Diplomat und Rittmeister Hans-Heinrich von Herwarth.

### Aufstellung

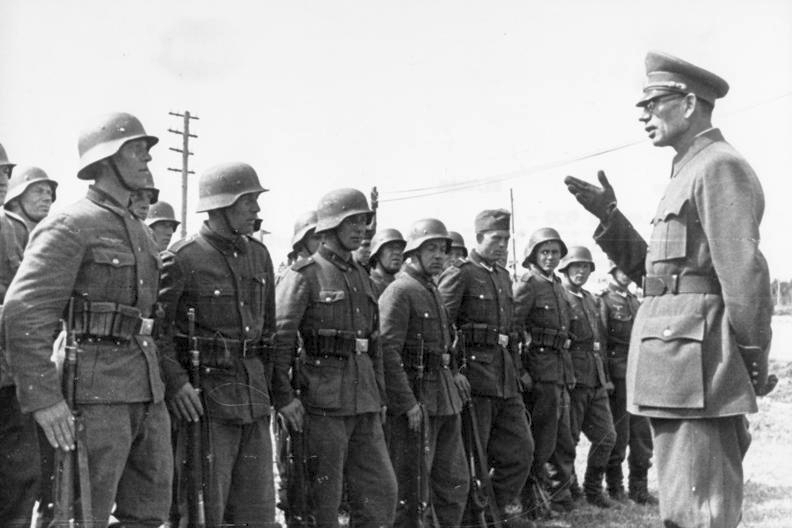
General Wlassow mit Soldaten der ROA (1944)

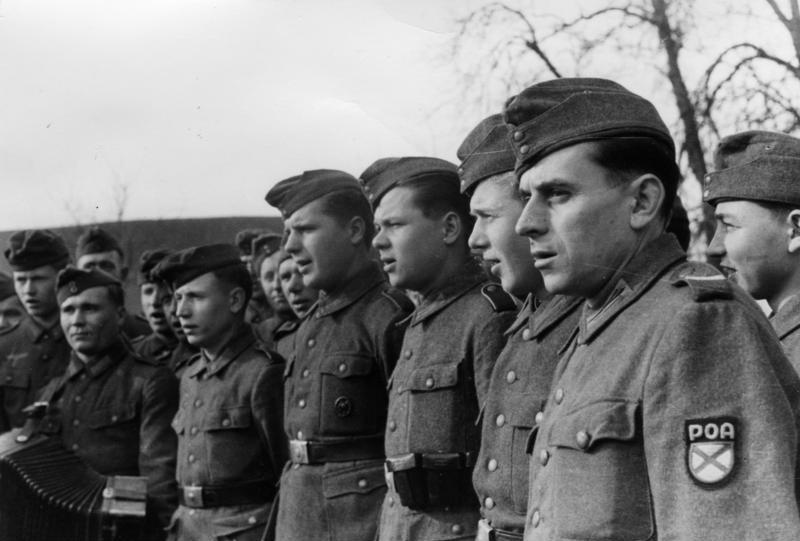
Angehörige der ROA in Nordfrankreich (1944)

Die sogenannte Wlassow-Armee behielt die bisherigen ROA-Abzeichen der russischen Bataillone und war in mehrere Großverbände untergliedert. Als Besonderheit bestand parallel zum russischen Stab jedes Großverbandes noch ein Deutsches Verbindungskommando (DVK). Auf diese Weise sorgte man dafür, dass die russischen Einheiten sowohl in die deutschen Ausbildungs- und Versorgungsstrukturen wie auch in die operative Kriegsführung eingebunden wurden.
Beim Stab von Wlassow selbst arbeiteten neben russischen Offizieren viele Angehörige aus den Anfangstagen der Propaganda-Arbeit wie Konstantin Kromiadi als dessen Büroleiter, Igor Sacharow als Adjutant von Wlassow oder Viktor Larionow, der sich um Spionageabwehr kümmerte.
Der Befehl zur Aufstellung der 600. Infanteriedivision erfolgte am 23. November 1944, die auf dem Truppenübungsplatz Münsingen gebildet wurde. Die Russen nannten sie 1. Division der ROA. Ihre Führung übernahm Generalmajor Sergei Bunjatschenko. Der Kern der Division bestand aus Angehörigen der vormaligen SS-Brigade von Bronislav Kaminski (29. Division der Waffen-SS), aus Teilen der SS-Brigade von Hans Siegling (30. Division der Waffen-SS) und aus russischen Bataillonen von der Westfront. Die Aufstellung der Division leitete anfänglich Oberst Heinz-Danko Herre, vormals Abteilungsleiter bei Gehlens Fremde Heere Ost und ex-Stabschef beim General der Freiwilligenverbände Köstring. Später übernahm Major i. G. Helmut Schwenninger das Deutsche Verbindungskommando der Division.
Die 650. Infanteriedivision (Russische Nr. 2 bzw. 2. Division der ROA) wurde ab dem 17. Januar 1945 auf dem Truppenübungsplatz Heuberg gebildet und nach Abzug der 600. Division nach Münsingen verlegt. Basis der Division waren russische Bataillone der ROA von der Westfront, die durch Kriegsgefangene aufgefüllt wurden. Kommandeur war der russische Generalmajor Grigori Zwerew. Das Deutsche Verbindungskommando der Division wurde von Major Siegfried Keiling befehligt. Am 10. Februar 1945 übergab der General der Freiwilligen-Verbände im OKH, General der Kavallerie Ernst-August Köstring, Generalleutnant Wlassow die erste ROA-Division auf dem Truppenübungsplatz Münsingen. Die Division hatte am 19. April 1945 kurz vor Eintreffen der Amerikaner den Truppenübungsplatz Münsingen auf dem Landweg in Richtung Memmingen verlassen und wurde dort am 22./23. April 1945 Richtung Linz auf die Bahn verladen.
Die 700. Infanteriedivision (Russische Nr. 3) wurde ab dem 12. Februar 1945 aufgestellt, kam aber über die Bildung des Stabes unter Generalmajor Michail Schapowalow nicht hinaus.
Hinzu kamen eine Panzerjagdbrigade, eine Reservebrigade und eine Offiziersschule.
Die ROA-Luftwaffe stand unter der Führung von Generalmajor Viktor Malzew. Malzew war an der Ostfront unter dem Kommando der Auswertestelle Ost unter Oberstleutnant Walter Holters tätig. Holters und sein Chefdolmetscher Adolf Idol von der Abwehr leitete die Vernehmungsstelle der Luftwaffe für gefangene Angehörige der sowjetischen Luftwaffe. Idol vernahm dabei auch den Sohn von Josef Stalin, Jakow Dschugaschwili, der später im Gefangenenlager umkam. Holters gehörte zu Fremde Luftwaffen Ost und war ein Äquivalent zur Vernehmungsabteilung von Fremde Heere Ost bei Reinhard Gehlen. Unter Holters und Malzew wurden russische Freiwillige ab 1943 auch zur Erprobung russischer Flugzeuge und für Flugeinsätze bei der 1. Ostfliegerstaffel eingesetzt.
Mit Aufstellung der ROA erhielt Malzew das Kommando über die ROA-Luftstreitkräfte. Er verfügte über eine Jagdstaffel, eine Schlachtstaffel, einige Bomber und etliche Schulflugzeuge. Auch Fallschirmjäger und Flugabwehrverbände gehörten zur Luftwaffe der ROA. Stationierungsorte waren Eger, Karlsbad und Brüx. Das Deutsche Verbindungskommando wurde von Oberst Sorge und Oberstleutnant Hoffmann geleitet.

### Einsatz
Vor Bildung der Wlassow-Armee waren die russischen Bataillone der Wehrmacht meist mit Bewachungs-Aufgaben oder in Anti-Partisanen-Einsätzen befasst. Insgesamt kämpften 71 ROA-Bataillone an der Ostfront und 42 Bataillone dienten in Belgien, Frankreich, Italien und in Finnland. An der Westfront waren sie nach der Invasion auch in Kampfeinsätze verwickelt. Dabei hatte Siegfried Keiling als deutscher Batteriechef der russischen Ost-Artillerie-Abteilung 621 am 4. Oktober 1944 als einziger Angehöriger der Wlassow-Armee das Ritterkreuz erhalten. Er hatte mit seinen Russen in der Nähe von Gent in Belgien im September 1944 den Übergang über die Schelde erfolgreich verteidigt.
Nach Bildung der Wlassow-Armee kam lediglich die 1. Wlassow-Division zu nennenswerten Kampfeinsätzen. Ab Ende März war die Division an der Oderfront bei Frankfurt eingetroffen. Am 11. April, unmittelbar vor der Befreiung des Konzentrationslagers Buchenwald, schossen die bei Buchenwald stationierten Wlassow-Einheiten noch ins Lager. Die Division focht daraufhin am 13. April 1945 erfolglos gegen den unbedeutenden sowjetischen Brückenkopf Erlenhof an der Oder-Front südlich von Fürstenberg (Oder). Dabei fielen über 150 Soldaten.
Um Gegenangriffen der Roten Armee zu entgehen und auf Wunsch des OB der deutschen Armee, Feldmarschall Ferdinand Schörner, zog sich die russische Division im April über Hoyerswerda, Bad Schandau in Richtung Nordböhmen zurück. Am 5. Mai 1945 griff schließlich die 1. ROA-Division unter Bunjatschenko auf der Seite des tschechischen Widerstandes in den Prager Aufstand ein und kämpfte gegen die deutschen Truppen, darunter SS-Einheiten. Etwa 300 Soldaten der ROA fielen in diesen Gefechten. Bunjatschenkos Hoffnung, sich dadurch nach dem Krieg eine militärische und staatliche Heimat in einem neuen tschechischen Staat verdienen zu können, erfüllte sich nicht. Es stand zu dem Zeitpunkt nach Absprache unter den Alliierten fest, dass diese Truppen an die Sowjetunion ausgeliefert werden würden. Die 1. Division blieb bis zum 7. Mai 1945 in Prag. Als sich herausstellte, dass die Amerikaner nicht bis Prag vorstoßen würden, zog sich die Division aus der Stadt zurück. Am 8. Mai befand sie sich südöstlich von Pilsen bei Schlüsselburg. Am 9. Mai besetzte die Rote Armee das weitgehend unverteidigte Prag. Anschließend gerieten die 20.000 Mann der 1. Division mehrheitlich in russische Gefangenschaft.
Die 2. ROA-Division war von Linz aus in den Raum Budweis gelangt. Sie war nur in kleinere Auseinandersetzungen verwickelt und ergab sich den hier eintreffenden Amerikanern. Die Amerikaner internierten die 25.000 Mann der 2. Division in Kladenské Rovné und im Raum Landau/Bayern.

### Kriegsende und Repatriierung

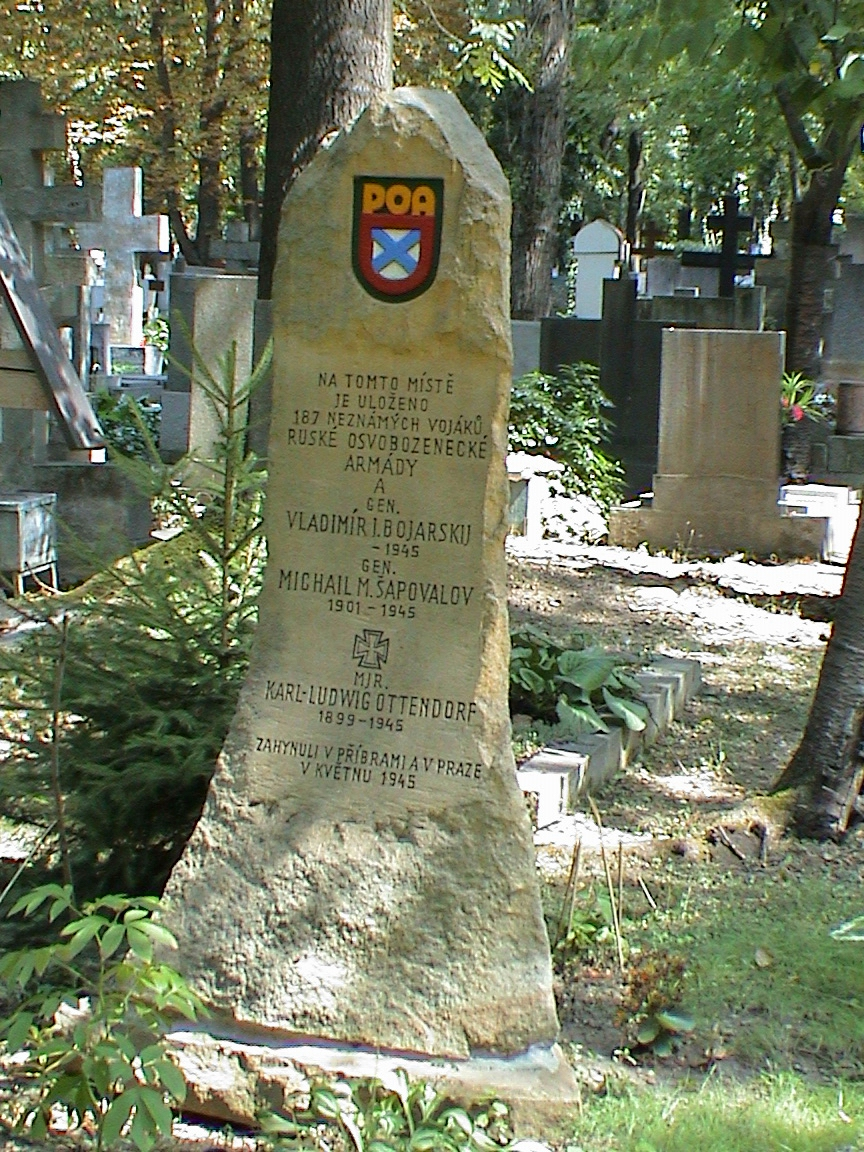
Massengrab der Wlassow-Armee auf dem Prager Friedhof Olšany (Olšanské hřbitovy) mit zwei Generälen und 187 unbekannten ROA-Soldaten (2003)

Nach Kriegsende wurden die Angehörigen der ROA wie auch andere frühere Sowjetbürger von den Vereinigten Staaten – gemäß der in Jalta im Februar 1945 getroffenen Übereinkunft zwischen den Vereinigten Staaten und der Sowjetunion über die befreiten Kriegsgefangenen und Zivilpersonen – an die Sowjetunion übergeben. Die Verpflichtung gegenüber dem Prinzip der Staatssouveränität und dem internationalen Recht machte dies unabdingbar. Ausgenommen waren Altemigranten, die schon vor Kriegsbeginn emigriert waren oder Angehörige von Völkern, die vor der Gründung der Sowjetunion unabhängig waren, wie Ukrainer oder Georgier. Von der Repatriierung betroffen waren russische Zwangsarbeiter, Kriegsgefangene und insbesondere viele Freiwillige der Wlassow-Armee, die sich jetzt in den Lagern der Siegermächte befanden und von den Sowjets als Überläufer betrachtet wurden.
Ein großer Teil des Stabes von Wlassow sowie die Angehörigen der 1. ROA-Division gerieten im Mai 1945 in die Hände der Roten Armee, nachdem die Amerikaner den Soldaten den Übertritt auf die amerikanische Seite generell verweigerten oder diese auslieferten. Viele Offiziere wurden an Ort und Stelle durch die sowjetischen Soldaten erschossen oder erhängt, Wlassow selbst wurde gefangen genommen.
Die im Raum Krumau/Südböhmen befindlichen Angehörigen der 2. ROA-Division kamen in der Masse in amerikanische Gefangenschaft. Jedoch gab es Anweisung von US-Oberbefehlshaber Dwight D. Eisenhower, die russischen Gefangenen gemäß der Vereinbarung von Jalta an die russischen Repatriierungskommissionen zu überstellen. So sind aus den Lagern im süddeutschen Raum viele russische Angehörige der Wlassow-Armee oft gegen deren Willen an die Sowjets übergeben worden. In etlichen Fällen gelang es mit Hilfe gutwilliger Unterstützer, russische Gefangene als Altemigranten zu deklarieren und so vor der Auslieferung zu bewahren.
Konstantin Kromiadi, der vormalige Büroleiter von Wlassow, setzte sich bereits im Februar 1946 bei Lucian K. Truscott, dem kommandierenden General der in Süddeutschland stationierten 3. US-Armee dafür ein, die Auslieferung von Wlassow-Angehörigen aus den DP-Lagern (DP = Displaced Person) bei Landau und Plattling zu verhindern. Truscott konnte der Bitte insgesamt nicht entsprechen, nachdem auch er dem Auslieferungsbefehl Folge leisten musste, doch er gestattete in Einzelfällen Ausnahmen.
Andrei Wlassow hingegen wurde in Moskau durch ein Militärkollegium des Obersten Sowjet als Verräter zum Tode verurteilt und am 1. August 1946 gehängt. Elf Angehörigen seines Stabes erging es ebenso, darunter den Divisionskommandeuren Bunjatschenko und Swerew sowie Luftwaffen-Chef Malzew. Andere Angehörige der ROA, denen man schwerwiegende Taten vorwarf, wurden in Zwangsarbeitslager des Gulag deportiert. Alle anderen Soldaten wurden für sechs Jahre in die Verbannung geschickt, bis Januar 1953 war der größte Teil von ihnen aus der Verbannung zurückgekehrt.
Teile der ROA sollen vor ihrem Abtransport nach Torgau im ehemaligen KZ Lichtenburg untergebracht worden sein. Nach Kriegsende bis 1947 waren im Zuchthaus Brandenburg-Görden Angehörige der ROA inhaftiert.
Der Repatriierung entkamen auch Teile der mittlerweile als 1. Russische Nationalarmee bezeichneten Truppe des inzwischen zum Generalmajor beförderten Boris Smyslowsky. Smyslowsky unterhielt gute Beziehungen zu Wlassow, hatte seine Einheit aber nie Wlassow unterstellt. Von seinen zirka 6.000 Mann konnten sich Anfang Mai 1945 lediglich 500 in das neutrale Liechtenstein absetzen. Sowjetische Kommissionen verlangten ihre Auslieferung, doch nur ein Teil kehrte freiwillig in die Sowjetunion zurück, andere begaben sich in das französisch besetzte Vorarlberg. Ein kleiner Teil der in Liechtenstein Verbliebenen konnte 1947 nach Argentinien ausreisen, darunter Smyslovsky.

## Kommandeure
- Andrei Wlassow, Generalleutnant und Oberbefehlshaber
- Sergei Bunjatschenko, Generalmajor und Befehlshaber der 600. (russ.) Inf.-Div.
- Grigori Swerew, Generalmajor und Befehlshaber der 650. (russ.) Inf.-Div.
- Wiktor Malzew, Generalmajor und zuständig für die Luftstreitkräfte
- Georgi Schilenkow, Generalleutnant und Propagandachef

## Nachwirkung

### Kalter Krieg
Nachdem die Westalliierten erkannten, dass die Sowjetunion der neue Gegner des Westens geworden war, erfolgte ab 1946/47 ein Umdenken im Umgang mit der Sowjetunion. Im beginnenden Kalten Krieg hatten Amerikaner, Briten und Franzosen plötzlich gesteigertes Interesse an den vormaligen Wlassow-Angehörigen.
Während die ausgelieferten Wlassow-Angehörigen in russischen Straflagern schufteten oder zu Tode kamen, erlangten die im Westen gebliebenen Propagandisten wie zu Beginn des Krieges 1941 jetzt wieder Bedeutung für die Propaganda gegen die Sowjetunion. So gelangten Altemigranten, einige Überlebende der Wlassow-Armee und die vormaligen Propaganda-Experten von „Nowoje Slowo“ in die Reihen der amerikanischen und britischen Geheimdienste. Beispielsweise arbeitete Viktor Larionow für den US-Geheimdienst, dann für den Verfassungsschutz; Konstantin Kromiadi, der sich bemühte, die Wlassow-Leute neu zu organisieren, kam zum CIA-Sender Radio Liberty in München; Heinrich Kurtz und Eugen Dürksen gelangten in die Organisation Gehlen und den BND; Leo Dudin von Vineta wanderte in die USA aus und kam dort zu Radio Liberty; der Vernehmer Adolf Idol unterrichtete Sprachen beim Defense Language Institute der Naval Postgraduate School in Monterey/Kalifornien  und Eberhard Taubert wurde Regierungsberater in Deutschland.
Der fließend Russisch sprechende Amerikaner George Fischer hatte ab 1948 für das Harvard Refugee Interview Project reihenweise russische Emigranten interviewt und gewann so ein Lagebild über die internen Konflikte der Sowjetunion. Fischer leitete ab Juli 1950 das „Munich Institute for the Study of the USSR“, das wie viele andere Projekte unter kulturellem Deckmantel durch die CIA gefördert wurde. Dem Institut gehörten einige russische Propagandisten aus dem Dabendorfer Wlassow-Umfeld an, wie Andrej Nerianin oder Nikolai Troitsky. Die gewonnenen Erkenntnisse waren interessant für die beginnende psychologischen Kriegsführung der CIA und dessen Office of Policy Coordination (OPC) unter Frank Wisner.
Auf Anregung der CIA-Leute Arthur Schlesinger und Henry Pleasants sollten 1950 die Sympathien der Emigranten zurückgewonnen werden, weshalb eine Propaganda-Offensive mit Veröffentlichungen zur Wlassow-Armee mit einheitlichen Kernaussagen erfolgte. Eine davon war, dass die Wlassow-Leute nicht Verräter an Russland waren, sondern der Antistalinismus ihr Hauptbeweggrund für die Kooperation mit den Deutschen war. George Fischer publizierte danach 1951 eine Sonderausgabe in der von der CIA und Herausgeber Melvin Lasky finanzierten Zeitschrift „Der Monat“ zu Wlassow.
Ein großer Teil des deutschen Rahmenpersonals der vormaligen Wlassow-Armee war inzwischen in der Organisation Gehlen tätig, seit 1949 Tochter der CIA. Dazu gehörten Heinz-Danko Herre, Helmut Schwenninger, Siegfried Keiling und viele andere. Die hier konzentriert tätigen ex-Soldaten brachten die Geschichte der Wlassow-Armee auf Anregung von Schlesinger und Pleasants zu Papier. Die Skripte sammelte Herre ein und redigierte sie. Dann gab er sie an den Autor Jürgen Thorwald, mit dem ein Vertrag geschlossen worden war. 1952 gelangten sie in dem Buch „Wen sie verderben wollen“ an die Öffentlichkeit.
Im Kalten Krieg waren die vormaligen Wlassow-Leute wieder wertvoll für die Geheimdienste geworden. Die Geschichte von 1941 wiederholte sich zehn Jahre später. 1951 gründete die CIA in Anlehnung an Wlassow das Amerikanische Komitee für die Befreiung der Völker Russlands (ACLPR/AMCOMLIB), dass u. a. wieder Rundfunk-Propaganda über Radio Liberty nach Muster Vineta in die Sowjetunion ausstrahlte. Für die Nicht-Russen geschah das übrigens mit Hilfe des Nationalkomitees für ein freies Europa (NCFE) und den Sender Radio Free Europe.
Die Propagandisten und Emigranten der westlichen Geheimdienste blieben so noch über viele Jahre das Ziel der Dienste aus dem Osten und mussten weiter fürchten entführt oder ermordet zu werden, wie diverse Anschläge zeigten.

### Erinnerungskultur

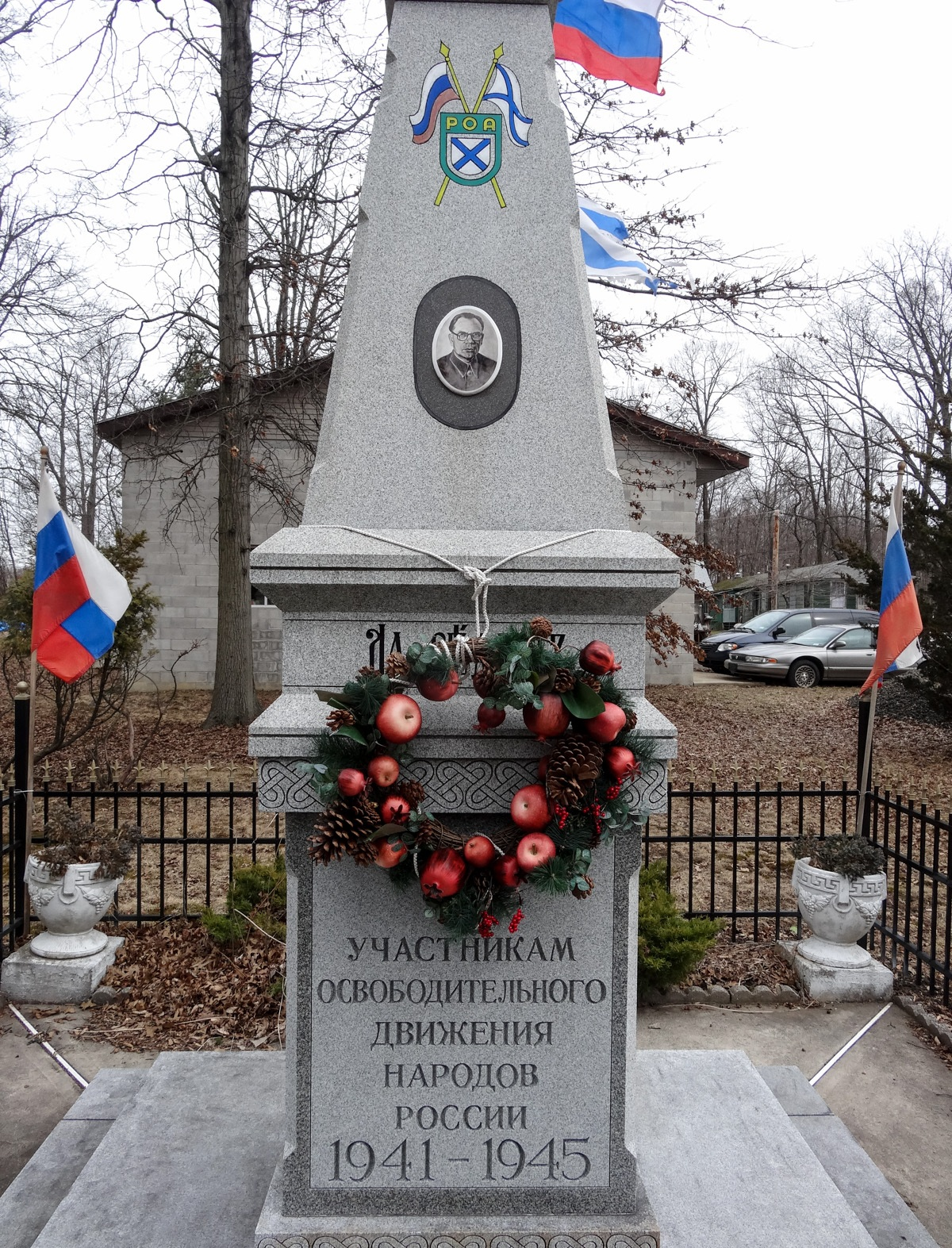
Denkmal für Wlassow und die ROA auf dem Friedhof in Nanuet/New York (2014)

Auch noch nach Jahrzehnten war es die Auffassung der Sowjetunion, dass es sich bei den Angehörigen der ROA um „Propagandisten, Kulturarbeiter aus jenen russischen Einheiten also, die unter Führung des früheren Sowjet-Generals Andrej Wlassow gegen die UdSSR, ihren eigenen Staat, gekämpft haben – auf Seiten Hitlers und der Deutschen“, um „Kollaborateure, die objektiv den Naziterror unterstützten“, handelte. Auch im Jahr 2001 noch, im Nachfolgestaat Russland, hielten „viele Angehörige meist der älteren Generation die ‚Vlasovcy‘ nach wie vor für Volksverräter.“ Bis dahin noch lebende vormalige ROA-Angehörige, wie etwa der 2001 79-jährige Jaroslaw Truschnowitsch, bei Kriegsende 1945 ROA-Offiziersschüler, wehrten sich gegen den Vorwurf, ihre Russische Befreiungsbewegung sei, „im Gleichklang mit der nationalsozialistischen Ideologie“ und sei wie der ROA-Ziehvater, SS-Chef Heinrich Himmler, antisemitisch gewesen. So beteuerte Truschnowitsch „unter Verweis auf neuere Historiker-Erkenntnisse“: „Davon hab ich nicht gehört. Als die Wlassow-Soldaten, die im sowjetischen KZ waren, befreit wurden – die haben ihre 25 Jahre abgesessen – es waren 139 Juden zwischen diesen Soldaten. Es könnte sein, dass ‚Judo-Bolschewist‘…, dass solche Phrasen vorkamen; aber es ist die Frage, wer hat die gedruckt? Und wer hat die geschrieben? Es ist eine komplizierte Sache, natürlich.“
Auf dem Friedhof des „Russisch-Orthodoxen Convents“ in Nanuet/New York wurde für Wlassow und die Teilnehmer der Russischen Befreiungsbewegung ein Denkmal errichtet. Zweimal im Jahr – am Jahrestag von Wlassows Hinrichtung und am Sonntag nach dem orthodoxen Osterfest – wird für Wlassow und die Soldaten der Russischen Befreiungsarmee ein Erinnerungs-Gottesdienst abgehalten.